# Jacky Godoffe
Jacky Godoffe (Melun, 21 de noviembre de 1956) es un deportista francés que compitió en escalada. Ganó una medalla de plata en el Campeonato Mundial de Escalada de 1991, en la prueba de velocidad.

## Palmarés internacional
| Campeonato Mundial | Campeonato Mundial   | Campeonato Mundial | Campeonato Mundial |
| Año                | Lugar                | Medalla            | Prueba             |
| ------------------ | -------------------- | ------------------ | ------------------ |
| 1991               | Fráncfort (Alemania) | Medalla de plata   | Velocidad          |